# Alessandro Colombini
Alessandro Colombini (Milano, 11 aprile 1936) è un produttore discografico e paroliere italiano, che ha firmato alcune produzioni con il nome abbreviato Sandro.

## Biografia

### Gli inizi nel mondo discografico
Nato in una famiglia di appassionati di musica lirica, crescendo si interessa al jazz e, frequentando i locali di Milano dove si suona questa musica, nel 1958 conosce Walter Guertler, che lo prende a lavorare alla Jolly come rappresentante e poi ispettore alle vendite; passa nel 1960 alla Fonit con l'incarico di vicedirettore artistico.

Tre anni dopo Adriano Celentano, che lo ha conosciuto ai tempi della Jolly, lo contatta per proporgli di entrare nel neonato Clan Celentano, dove Colombini resta per due anni occupandosi di produzioni artistiche e promozione, prima di passare alla Dischi Ricordi come Direttore Artistico.

### Produttore
Questo passaggio avviene perché Milva da poco passata alla Dischi Ricordi lo propone come suo Produttore Artistico che in breve tempo visti i buoni risultati si trasforma in una proposta di Direzione Artistica da parte della Dischi Ricordi stessa: nasce così anche in Italia la figura del produttore discografico indipendente.
Il primo disco prodotto, Little man per Milva, riscuote un notevole successo (300 000 copie vendute), e così gli altri dischi che produce: 29 settembre dell'Equipe 84, Non c'è più niente da fare di Bobby Solo, Senza luce dei Dik Dik, Balla Linda primo successo di Lucio Battisti che curerà fino a fine contratto con Ricordi e nei primi anni della Numero uno Zingara che, interpretata da Bobby Solo e Iva Zanicchi vince il Festival di Sanremo 1969.

### Discografico
Nell'autunno del 1969 Colombini decide di dedicarsi all'attività di discografico vero e proprio, e costituisce insieme a Mariano Rapetti (il padre di Mogol) e Lucio Battisti, la Numero Uno, di cui diventa responsabile per la parte discografica e consigliere delegato, ottenendo il primo successo con il disco della Formula Tre contenente il brano "Questo folle sentimento" e mettendo sotto contratto il gruppo Premiata Forneria Marconi che prima di allora, alla Ricordi, era denominato "I Quelli".
Alla fine del 1971 però, per dei contrasti con Mogol, Colombini si dimette dalla Numero Uno, cedendo la sua quota a Battisti, e ritorna alla Dischi Ricordi come produttore indipendente, portando con sé un giovane cantautore napoletano che gli aveva portato un provino due anni prima della nascita della Numero Uno, Edoardo Bennato (il quale lo citerà, ironicamente, nella canzone Rinnegato) e il gruppo romano Banco del Mutuo Soccorso. Questi due artisti ebbero un notevole successo, con vendite complessive di alcuni milioni di copie.
Nel 1977 Colombini fonda, insieme all'ex cantante dei Rokes Shel Shapiro e al discografico Silvio Crippa, la Spaghetti Records, con l'intenzione di scoprire nuovi talenti o valorizzare artisti che, pur avendo anni di esperienza, non hanno ancora raggiunto il successo: mette così sotto contratto, tra gli altri, Rosalino Cellamare (che chiamerà Ron), Marco Ferradini, i Decibel, il cui cantante era Enrico Ruggeri, e Gerardo Carmine Gargiulo.
Continua nel frattempo l'attività di produttore, lavorando con Lucio Dalla, Francesco De Gregori, Edoardo Bennato, la Premiata Forneria Marconi, Bruno Lauzi e Antonello Venditti, con cui seguirà anche la nascita della casa discografica Heinz Music dello stesso Venditti, artista che produce ancora oggi.
In questi anni Colombini è stato anche un autore di testi. È docente nel corso di Regia del Videoclip alla ACT MULTIMEDIA la scuola di cinema di Cinecittà.

## Dischi prodotti da Alessandro Colombini
- 1971 – Amore caro amore bello..... di Bruno Lauzi
- 1972 – Banco del Mutuo Soccorso del Banco del Mutuo Soccorso
- 1972 – Darwin! del Banco del Mutuo Soccorso
- 1973 – Io sono nato libero del Banco del Mutuo Soccorso
- 1973 – Non farti cadere le braccia di Edoardo Bennato
- 1974 – I buoni e i cattivi di Edoardo Bennato
- 1975 – Io che non sono l'imperatore di Edoardo Bennato
- 1975 – Maxophone dei Maxophone
- 1976 – La torre di Babele di Edoardo Bennato
- 1977 – Burattino senza fili di Edoardo Bennato
- 1977 – Come è profondo il mare di Lucio Dalla
- 1978 - Lucio Dalla di Lucio Dalla
- 1979 – Alla grande... di Bruno Lauzi
- 1980 – Una città per cantare di Ron
- 1980 – Uffà! Uffà! di Edoardo Bennato
- 1980 – Suonare suonare della Premiata Forneria Marconi
- 1980 – Sono solo canzonette di Edoardo Bennato
- 1980 – Dalla di Lucio Dalla
- 1981 – E invece no/Canta appress'a nuje (45 giri) di Edoardo Bennato
- 1982 – Sotto la pioggia di Antonello Venditti
- 1982 – Di mattina molto presto di Lucio Quarantotto
- 1983 – Circo Massimo di Antonello Venditti
- 1984 – Cuore di Antonello Venditti
- 1985 – Centocittà di Antonello Venditti
- 1986 – Venditti e segreti di Antonello Venditti
- 1986 – Ehi là. di Lucio Quarantotto
- 1988 – In questo mondo di ladri di Antonello Venditti
- 1991 – Benvenuti in paradiso di Antonello Venditti
- 1992 – Da San Siro a Samarcanda di Antonello Venditti
- 1995 – Prendilo tu questo frutto amaro di Antonello Venditti
- 1997 – Antonello nel paese delle meraviglie di Antonello Venditti
- 1997 – Ulisse della Premiata Forneria Marconi
- 1999 – Goodbye Novecento di Antonello Venditti
- 2003 – Che fantastica storia è la vita di Antonello Venditti
- 2004 – Campus Live di Antonello Venditti
- 2006 – Diamanti di Antonello Venditti
- 2007 – Dalla pelle al cuore di Antonello Venditti
- 2009 – Le donne di Antonello Venditti
- 2011 - Unica di Antonello Venditti

## Le canzoni scritte da Alessandro Colombini
| Anno | Titolo                       | Autori del testo                                          | Compositori della musica                        | Interpreti ed incisioni                                      |
| ---- | ---------------------------- | --------------------------------------------------------- | ----------------------------------------------- | ------------------------------------------------------------ |
| 1960 | Movimento di rock            | Alessandro Colombini                                      | Bruno De Filippi                                | Adriano Celentano (album Furore)                             |
| 1966 | In nome dell'amore           | Alessandro Colombini                                      | Bruno De Filippi                                | Rico Cremasco (45 giri)                                      |
| 1966 | Come mai                     | Alessandro Colombini, Domenico Serengay e Luigi Menegazzi | Mick Jagger e Keith Richards                    | Camaleonti (album The best records in the world)             |
| 1967 | Io di notte                  | Alessandro Colombini                                      | Albano Carrisi                                  | Al Bano (album Nel sole)                                     |
| 1967 | Bianca di Luna               | Alessandro Colombini                                      | Albano Carrisi e Pino Massara                   | Al Bano (album Nel sole)                                     |
| 1968 | Bianco e nero                | Alessandro Colombini                                      | Angelo Camis e Albano Carrisi                   | Al Bano (album Il ragazzo che sorride)                       |
| 1969 | Dai treno dai                | Alessandro Colombini e Mogol                              | Kasenetz, Katz e Cordell                        | Alpha Centauri (45 giri)                                     |
| 1970 | Se non è amore cos'è         | Alessandro Colombini e Mogol                              | Elio Isola                                      | Formula 3 (album Dies Irae)                                  |
| 1970 | 1941                         | Alessandro Colombini e Mogol                              | Harry Nillson                                   | Edoardo Bennato (45 giri)                                    |
| 1970 | Vince sempre l'amore         | Alessandro Colombini e Mogol                              | Edoardo Bennato                                 | Edoardo Bennato (45 giri)                                    |
| 1970 | Il ponte                     | Alessandro Colombini                                      | Paul Simon                                      | Renato dei Profeti (45 giri) Flora Fauna & Cemento (45 giri) |
| 1971 | Qualcuno sa                  | Alessandro Colombini e Cristiano Minellono                | Tim Hardin                                      | Fausto Leali                                                 |
| 1971 | Un anno intero senza te      | Alessandro Colombini                                      | Beppe Cardile e Springfield                     | Bobby Solo (45 giri)                                         |
| 1971 | Rosa Rosa                    | Alessandro Colombini e Cesare Gigli                       | Roberto Satti                                   | Bobby Solo (45 giri)                                         |
| 1971 | The village                  | Alessandro Colombini e Cristiano Minellono                | Roberto Satti ed Edoardo Bennato                | Bobby Solo (45 giri)                                         |
| 1971 | Since you walked out from me | Alessandro Colombini e Carrington                         | Roberto Satti                                   | Bobby Solo (45 giri)                                         |
| 1972 | Un uomo senza una stella     | Alessandro Colombini e Cristiano Minellono                | Edoardo Bennato                                 | Michele (45 giri)                                            |
| 1972 | Rimpianto                    | Alessandro Colombini e Luigi Albertelli                   | Enrico Riccardi                                 | Bobby Solo (45 giri)                                         |
| 1972 | Strega d'aprile              | Alessandro Colombini                                      | Roberto Satti                                   | Bobby Solo (45 giri)                                         |
| 1973 | Destino                      | Alessandro Colombini                                      | Patrizio Ihle e Lando Ihle                      | Tavola Rotonda (45 giri)                                     |
| 1973 | Principessa                  | Alessandro Colombini                                      | Patrizio Ihle e Lando Ihle                      | Tavola Rotonda (45 giri)                                     |
| 1977 | Cosa mi succederà            | Alessandro Colombini                                      | Lamont Dozier, Brian Holland e Eddie Holland    | Le Streghe (45 giri)                                         |
| 1990 | Quando t'innamorerai di me   | Alessandro Colombini e Giorgio Conte                      | Angelo Camis e Paolo Conte                      |                                                              |
| 1990 | Qua qua quando               | Alessandro Colombini, Giorgio Conte e Francesco Baccini   | Angelo Camis, Giorgio Conte e Francesco Baccini | Francesco Baccini                                            |